# Necropoli del Palazzone
La necropoli del Palazzone è una necropoli etrusca che risale in maggioranza all'età ellenistica (tra il III e I secolo a.C.), mentre un piccolo nucleo di cinque tombe, dislocato in due zone diverse, è di età arcaica (seconda metà del VI – inizi V secolo a.C.).

## Descrizione
La necropoli,sita nella frazione di Ponte San Giovanni a circa 7 km a sud est di Perugia, era collegata ad un insediamento posto a controllo di una parte della sottostante valle del Tevere. 
Composta da circa 200 tombe a camera scavate nel terreno naturale. Nella necropoli si distingue, per la complessità dell’articolazione interna e impegno decorativo, l'ipogeo dei Volumni, appartenuto alla ricca famiglia dei  Velimna–Volumni.
La necropoli è situata in un’area archeologica attrezzata, con percorsi visita e un Antiquarium che accoglie alcuni reperti e mostre tematiche sugli aspetti della vita quotidiana e sociale degli Etruschi.